# KK AV Ohrid
El KK AV Ohrid (en macedonio: КК АВ Охрид) es un club de baloncesto profesional de la ciudad de Ohrid, que milita en la Prva Liga, la máxima categoría del baloncesto macedonio. Disputa sus partidos en el Biljanini Izvori Sports Hall, con capacidad para 4000 espectadores.

## Historia
Fundado en 2014, las dos primeras temporadas estuvieron jugando en la Vtora Liga (2ª Div), hasta que en 2016 fueron los campeones de la Vtora Liga y ascendieron a la Prva Liga.

## Posiciones en liga
| - 2015: (D3) - 2016: 1º-(2) |

## Palmarés
- Campeón de la Vtora Liga (2ª Div)

2016

## Jugadores destacados
| - Mihajlo Arsoski - Darko Dimkovski - Slobodan Mihajlovski - Marjan Mladenović |